# گلوکز
گلوکُز (به فرانسوی: Glucose) یک قند ساده با فرمول شیمیایی C
6H
12O
6 است. این ماده، فراوان‌ترین مونوساکارید و یک کربوهیدرات است. گلوکز عمدتاً توسط گیاهان و بیشتر جلبک‌ها، در فرایند فتوسنتز از آب و دی‌اکسید کربن، با استفاده از انرژی نور خورشید ساخته می‌شود و از آن برای ساخت سلولز در دیواره سلولی، فراوان‌ترین کربوهیدرات در جهان استفاده می‌شود.
در بیوانرژتیکس، گلوکز مهم‌ترین منبع انرژی در همهٔ موجودات زنده است. گلوکز برای متابولیسم به‌عنوان یک پلیمر، در گیاهان عمدتاً به‌صورت نشاسته و آمیلوپکتین و در جانوران به‌صورت گلیکوژن ذخیره می‌شود. گلوکز به‌عنوان قند خون در خون جانوران، گردش می‌کند. شکل طبیعی گلوکز، دی-گلوکز، است و ال-گلوکوز به‌صورت مصنوعی در مقادیر نسبتاً کمی تولید می‌شود و از اهمیت کمتری برخوردار است. گلوکز یک مونوساکارید حاوی شش اتم کربن و یک گروه آلدهید است و بنابراین یک آلدوهگزوز است. مولکول گلوکز می‌تواند به‌صورت زنجیره‌باز (غیر حلقوی) و همچنین حلقه‌ای وجود داشته باشد. گلوکز به‌طور طبیعی در میوه‌ها و سایر قسمت‌های گیاهان یافت می‌شود. در جانوران، گلوکز از تجزیهٔ گلیکوژن در فرآیندی به نام گلیکوژنولیز آزاد می‌شود.
گلوکز به‌صورت سرم قندی نمکی در ترکیب با سدیم کلرید، و به‌طور مستقل، به‌صورت محلول قندی تزریق وریدی، در فهرست داروهای ضروری سازمان جهانی بهداشت قرار دارد.

## ساختار گلوکز
گلوکز مونوساکاریدی است با فرمول C6H12O6 یا H-(C=O)-(CHOH)5-H که پنج گروه هیدروکسیل آن به شکل مشخصی اطراف زنجیرهٔ کربنی آن آرایش پیدا کرده‌اند.

### فرم خطی
در ساختار خطی (در مقابل ساختار حلقوی) گلوکز، یک زنجیرهٔ کربنی با ۶ اتم کربن به چشم می‌خورد که ساختاری کاملاً خطی و بدون انشعاب را تشکیل داده‌اند. در این زنجیره کربن اول بخشی از گروه آلدهید C=O بوده و بقیه کربن‌ها هر یک دارای یک گروه هیدروکسیل هستند. بقیهٔ ظرفیت‌های کربن توسط پیوند با اتم هیدروژن پر شده‌اند؛ لذا گلوکز یک آلدوز و هگزوز یا یک آلدوهگزوز است.

### ساختار خطی D-گلوکز
۴ کربن از کربن‌های گلوکز (کربن ۲ تا ۵) مراکز ایزومری فضایی هستند به این معنی که با چهار بخش متفاوت پیوند برقرار کرده‌اند. برای مثال کربن شماره ۲ با H, OH, -(C=O)H و -(CHOH)4H پیوند بر قرار کرده است. در ایزومری از گلوکز که آن را D-گلوکز می‌نامیم، گروه‌های هیدروکسیل متصل به این کربن‌ها باید جایگیری فضایی خاصی داشته باشند طوری‌که وقتی مدل فیشر آن را رسم می‌کنیم، باید هیدروکسیل‌های مربوط به کربن‌ها ۲ و ۴ و ۵ در سمت راست بوده و هیدروکسیل مربوط به کربن ۳ در سمت چپ قرار گیرد.
جایگاه این ۴ گروه هیدروکسیل در مدل فیشر مربوط به L-گلوکز کاملاً برعکس می‌شود. L-گلوکز و D-گلوکز دو مورد از همهٔ ۱۶ مورد آلدوهگزوزها هستند. ۱۴ مورد بعدی عبارتند از آلوز، آلتروز، مانوز، گلوز، ایدوز، گالاکتوز و تالوز که هر یک دارای دو فرم L و D می‌باشند.

### فرم حلقوی
در حالت محلول، فرم خطی گلوکز، در تعادل با چندین ایزومر حلقوی قرار دارد. هر یک از این فرم‌های حلقوی متشکل از حلقه‌ای از اتم‌های کربن هستند که توسط یک اتم اکسیژن کامل می‌شود (هر حلقهٔ شش ضلعی، یک اتم اکسیژن و پنج اتم کربن دارد). گلوکز در محلول‌ها ۹۹٪ به شکل حلقوی پیرانوز دیده می‌شود و ۰٫۲۵٪ به شکل خطی. گلوکز به فرم حلقوی فورانوز (پنج ضلعی) نادر است.
واکنش بین کربن ۱ و کربن ۵ گلوکز باعث تشکیل حلقه‌ای شش ضلعی می‌شود که پیرانوز خوانده می‌شود. به‌طور نادر، واکنش بین کربن ۱ و کربن ۴ می‌تواند باعث تشکیل گلوکز به فرم پنج ضلعی یا فوران گردد. تمام کربن‌های حلقه، دارای یک اتم هیدروژن و یک گروه هیدروکسیل هستند به غیر از کربن آخر حلقه (کربن ۴ یا ۵) که به بقیهٔ کربن‌های زنجیرهٔ کربنی متصل شده است و اتصالی به گروه هیدروکسیل ندارد. واکنش حلقوی شدن باعث می‌شود کربن شماره ۱ گلوکز نیز کایرال شود (به ۴ گروه متفاوت اتصال داشته باشد - کایرال = مرکز فضایی) ۴ گروه متفاوت متصل به کربن شماره ۱ در ساختار حلقوی (کربن آنومری) می‌توانند به دو فرم متفاوت آرایش بگیرند که آن دو فرم مختلف را با نام‌های آلفا و بتا از هم تمیز می‌دهند. آنومری آلفا به این معنی است گروه هیدروکسیل روی کربن ۱ و گروه کربن دار روی کربن ۵، در خلاف جهت هم قرار گرفته‌اند و ساختار trans دارند.
گلوکز خطی به فرم L-گلوکز نیز می‌تواند تبدیل به ۴ ایزومر حلقوی مختلف شود که همه تصویر آینه‌ای ایزومرهای حلقوی D-گلوکز خواهند بود.
ساختارهای حلقوی گلوکز، صفحه‌ای و دو بعدی نیستند و در شکل‌های مختلف سه بعدی قرار می‌گیرند. این مولکول‌های می‌توانند در شکل‌های سه‌بعدی هم‌سان با ساختارهای قایق و صندلی در سیکلوهگزان‌ها باشند. همچنین ساختار سه بعدی گلوکوفورانوز نیز می‌تواند هم‌سان با ساختار پاکت در سیکلوپنتان‌ها باشد.
فرم گلوکوپیرانوز، فرم غالب در محلول‌های گلوکز بوده و تنها فرم در حالت جامد است. این مولکول به شکل کریستالی، بدون رنگ، جامد و به شدت محلول در آب و اسید استیک می‌باشد. حلالیت در اتانول و متانول برای این فرم گلوکز بسیار کم است. فرم آلفا در ۱۴۶ درجه سانتیگراد و فرم بتا در ۱۵۰ درجه سانتی گراد ذوب می‌شوند. در دماهای بسیار بالا، در اثر اکسایش (سوختن) کربن و آب حاصل می‌شود.

## خواص فیزیکی گلوکز

### محلول‌های گلوکز
تمام فرم‌های گلوکز، بدون رنگ بوده و به راحتی در آب، استیک اسید و چند حلال دیگر حل می‌شوند. گلوکزها به‌طور بسیار اندک در اتانول و متانول حل می‌شوند.
فرم باز و خطی گلوکز از لحاظ ترمودینامیک، نا پایدار است و بلافاصله به فرم حلقوی در می‌آید. در یک محلول گلوکز در دمای اتاق، گلوکزهای موجود در محلول، با گذشت زمان، بین فرم‌ها و ایزومرهای مختلف حلقوی، تغییر شکل می‌دهند. به این فرایند موتاروتاسیون گفته می‌شود.

### فاز جامد
بسته به شرایط، سه فرم از گلوکز می‌تواند از محلول‌ها به شکل کریستال در آید: آلفا-گلوکوپیرانوز، بتا-گلوکوپیرانوز و بتا-گلوکو پیرانوز هیدراته.

### فعالیت نوری
چه در حالت محلول و چه در حالت جامد، D-گلوکز یک مادهٔ دکستراروتاتور هست به این معنی که نور پلاریزه را در جهت حرکت عقربه‌های ساعت می‌چرخاند. این فعالیت به دلیل کایرال بودن مولکول است. مولکول L-گلوکز نیز به همان میزان، نور را در خلاف جهت حرکت عقربه‌های ساعت می‌چرخاند.

## گلوکز در بدن انسان

### غلظت گلوکز خون
غلظت گلوکز خون در محدودهٔ معمولاً بین ۹۰–۸۰ میلی‌گرم در دسیلیتر هر روز صبح در شخص ناشتا کنترل می‌شود. این غلظت در حدود ساعت اول بعد از صرف یک وعده غذا به ۱۴۰–۱۲۰ میلی‌گرم در دسی‌لیتر خون افزایش می‌یابد. اما سیستم‌های فیدبکی برای کنترل گلوگز خون غلظت گلوکز را به سرعت (معمولاً در ظرف ۲ ساعت بعد از آخرین جذب کربوهیدرات‌ها) به حد طبیعی بازمی‌گردانند. برعکس، در حالت بی‌غذایی، به وسیله گلوکونئوژنز در کبد گلوکز مورد نیاز برای حفظ غلظت گلوکز در حد ناشتا را تأمین می‌کند. این مقادیر برای بیماران دیابتی قدری بالاتر است.

### ذخیره گلوکز
کبد به عنوان یک سیستم بافری مهم برای گلوکز خون عمل می‌کند به این معنی که هنگامی که گلوکز خون بعد از صرف یک وعده غذا تا غلظت زیادی بالا می‌رود میزان
ترشح انسولین نیز افزایش می‌یابد و در حدود ۳/۲ گلوکز جذب شده از روده بلافاصله به گلیکوژن تبدیل شده و در کبد ذخیره می‌شود.
در طی ساعات بعد که غلظت گلوکز خون و نیز در این ترشح انسولین کاهش می‌یابد، کبد گلیکوژن را تجزیه و به گلوکز تبدیل می‌کند.
این تنظیم در بیماران با اختلالات کبدی تقریباً غیرممکن است.
با کاهش غلظت گلوکز در خون غده هیپوتالاموس و سیستم عصبی سمپاتیک تحریک شده که موجب ترشح اپی‌نفرین از غدد فوق کلیوی می‌گردد. اپی‌نفرین بر روی کبد اثر کرده و موجب آزاد سازی گلوکز می‌شود.
مقدار زیاد گلوکز فشار اسمزی را در مایع خارج سلولی اعمال می‌کند.
اگر مقدار گلوکز افزایش یابد فشار اسمزی خارج سلول هم افزایش می‌یابد و همین موجب بهم خوردن قدرت ترابری غشای سیتوپلاسمی گردیده و همین خود به نتایج ناخوشایندی چون از دست دادن آب سلول و… می‌گردد.
افزایش دراز مدت سطح گلوکز خون، موجب آسیب بسیاری از بافت‌ها و به ویژه رگهای خونی آن‌ها می‌گردد و همین ممکن است به نتایجی چون حمله قلبی، سکته مغزی، بیماری‌های کلیوی منجر گردد. گلوکز اضافی از طریق ادرار دفع می‌گردد.

### دیابت
دیابت قندی، یک سندرم اختلال دگرگشت کربوهیدرات، چربی و پروتئین است که در اثر فقدان ترشح انسولین یا کاهش حساسیت بافت‌ها به انسولین به وجود می‌آید.
دیابت به دو نوع دیده می‌شود: وابسته به انسولین که بر اثر فقدان انسولین است و غیر وابسته به انسولین (مقاوم به انسولین)، بر اثر کاهش حساسیت بافت‌های هدف به انسولین به وجود می‌آید.
این بیماری سوخت و ساز گلوکز را در همه انواع سلول‌ها به غیر از سلولهای مغز را مختل می‌کند. از علایم دیابت به این موارد می‌توان اشاره کرد: تشنگی بیش از اندازه، ادرار کردن زیاد، خارش بدن، خستگی، گزگز دست‌ها و پاها، کاهش وزن و ایجاد زخم‌هایی در پاها که به راحتی التیام نمی‌پذیرند. در اغلب مبتلایان به دیابت نوع دوم (مقاوم به انسولین) چاقی دیده می‌شود و بنابراین نیاز به رژیم غذایی مناسبی دارند.

### رابطه گلوکز با دیگر ترکیبات بدن
میزان انرژی مورد نیاز در طول ۲۴ ساعت از ۱۶۰۰ کیلوکالری در حالت استراحت تا ۶۰۰۰ کیلوکالری بسته به شدت فعالیت تغییر می‌کند و مقدار ذخایر سوختی یک فرد ۷۰ کیلویی، معادل ۱۶۰۰ کیلوکالری گلیکوژن، ۲۴۰۰۰ کیلو کالری از پروتئین، ۳۵۰۰۰ کیلو کالری تری‌اسیل گلیسرول می‌باشد؛ بنابراین، مقدار مواد سوختی این فرد نیازهایش را برای ۱ الی ۳ ماه گرسنگی تأمین می‌کند. اما ذخایر گلوسیدی بدن، در عرض یک روز به مصرف می‌رسد
و و مقدار آن به سرعت کاهش پیدا کرده و نیاز به تأمین مجدد دارد. اسیدهای چرب نمی‌توانند به گلوکز تبدیل شوند البته قسمت گلیسرول ساختمان تری‌اسیل گلیسرول‌ها، می‌تواند به گلوکز تبدیل گردد، اما مقدار گلیسرول کم است. یک منبع عمده دیگر برای گلوکز، اسیدهای آمینه هستند که از تجزیه پروتئین‌ها به دست می‌آیند.

### دکستروز-۵۰
دکستروز-۵۰ به صورت تزریقی استفاده می‌شود. این ماده محلول در آب برای تزریق داخل وریدی و به عنوان یک مایع و ماده مغذی استفاده می‌شود و ممکن است حاوی هیدروکسید سدیم یا اسید هیدروکلریک برای تنظیم pH باشد. این محلول حاوی هیچ گونه باکتریواستات، عامل ضد میکروبی یا بافر اضافه (به جز تنظیم pH) نیست و تنها برای استفاده به عنوان یک تزریق تک دوز مورد استفاده قرار می‌گیرد. هنگامی که دوزهای کوچکتر مورد نیاز است، بخش استفاده نشده باید با کل واحد رد شود. هنگامی که به صورت داخل وریدی تجویز می‌شود، این محلول سطح قند خون در هیپوگلیسمی را تنظیم می‌کند و منبع کالری کربوهیدراتی را فراهم می‌کند.
تزریق دکستروز-۵۰ با اکسیده شدن به دی‌اکسید کربن و آب انجام می‌شود. آب یکی از اجزای ضروری تمام بافت‌های بدن است و تقریباً ۷۰ درصد وزن بدن را تشکیل می‌دهد. میانگین نیاز عادی بزرگسالان بین دو تا سه لیتر (۱٫۰ تا ۱٫۵ لیتر در هر بار برای از دست دادن آب غیر ضروری بوسیله تنفس و تولید ادرار) است. تعادل آب توسط مکانیزم‌های مختلف نظارتی حفظ می‌شود. توزیع آب عمدتاً به غلظت الکترولیت‌ها در بخش‌های بدن بستگی دارد و سدیم (Na +) در حفظ تعادل فیزیولوژیک نقش مهمی ایفا می‌کند. دگزواستروز غلیظ باید از طریق ورید مرکزی با دقت استفاده شود.